# Mataʻafa Mulinuʻu II.

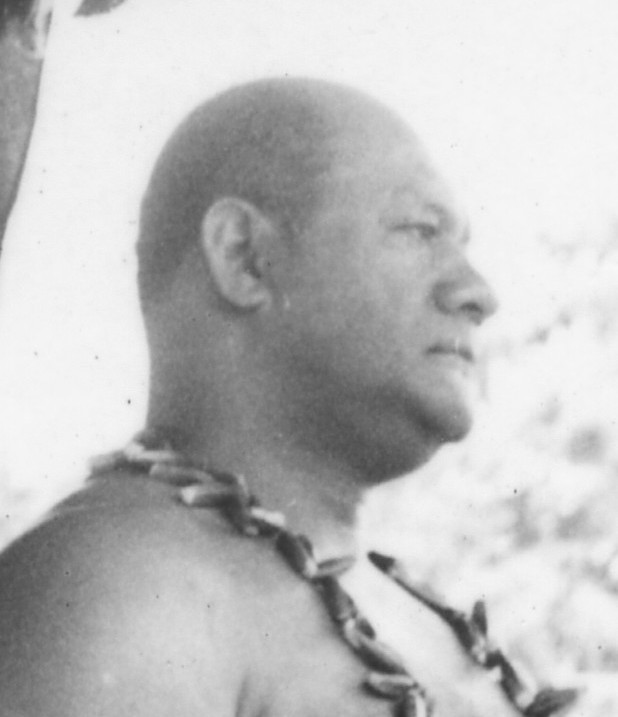
Mataʻafa Mulinuʻu II. (1962)

Fiame Mataʻafa Faumuina Mulinuʻu II. (* 5. August 1921 in Lotofaga, Upolu Island, Samoa; † 20. Mai 1975 in Lepra, Upolu Island) war ein Politiker und zweimaliger Premierminister von Westsamoa.
Er entstammte einer der königlichen Familien Samoas, war Inhaber des Häuptlingstitels „Mata‘afa“ und hatte aufgrund seiner Herkunft einen Sitz im Parlament inne.
Mulinuʻu wurde am 1. Oktober 1959 Premierminister des noch von Neuseeland verwalteten UN-Treuhandgebietes von Westsamoa. Am 1. Januar 1962 führte er dieses in den unabhängigen Staat von Westsamoa und war somit einer der „Väter“ der Verfassung. Im Februar 1970 wurde Tupua Tamasese Lealofi IV. sein Nachfolger als Premierminister.
Im März 1973 löste er Lealofi als Premierminister ab und übte dieses Amt bis zu seinem Tod aus.
Seine Tochter Naomi Mataʻafa wurde im Mai 1991 von Premierminister Tofilau Eti Alesana zur ersten weiblichen Ministerin ernannt.

## Auszeichnungen
- Commander of The Most Excellent Order of the British Empire (CBE)

## Quelle
- Biographische Notizen in rulers.org
- Familienstammbaum
- Foto 1962

| Personendaten    | Personendaten                                     |
| ---------------- | ------------------------------------------------- |
| NAME             | Mulinuʻu, Mataʻafa II.                            |
| ALTERNATIVNAMEN  | Mulinuʻu, Fiame Mataʻafa Faumuina II.             |
| KURZBESCHREIBUNG | samoanischer Politiker, Premierminister von Samoa |
| GEBURTSDATUM     | 5. August 1921                                    |
| GEBURTSORT       | Lotofaga, Upola Island, Samoa                     |
| STERBEDATUM      | 20. Mai 1975                                      |
| STERBEORT        | Lepra Upolu                                       |